# Bâtiment de la succursale de la banque publique hypothécaire
Le bâtiment de la succursale de la banque publique hypothécaire (en serbe cyrillique : Зграда експозитуре државне хипотекарне банке ; en serbe latin : Zgrаdа еkspоziтurе držаvnе hipотеkаrnе bаnkе) est situé à Zrenjanin, dans la province de Voïvodine et dans le district du Banat central, en Serbie. Avec l'ensemble du quartier ancien de la ville, il est inscrit sur la liste des entités spatiales historico-culturelles de grande importance de la république de Serbie (identifiant no PKIC 48) et, à ce titre, sur la liste des monuments culturels de grande importance.

## Présentation
L'immeuble, situé 33-35 rue Aleksandra I Karađorđevića, a été construite en 1937 dans un style moderne à la place de deux édifices du milieu du XIXe siècle caractéristiques du style romantique. Conçu dans un esprit fonctionnel, il abrite aujourd'hui une succursale de la Kontinental banka.
À l'époque de sa construction, la banque était le premier bâtiment moderne de la rue principale. Parmi les traits caractéristiques du modernisme figurent la présence d'un toit plat et l'absence de toute décoration plastique ou autre sur la façade. L'accent est mis sur de larges fenêtres et des baies incurvées aux premier et second étages. Le rez-de-chaussée est doté d'une entrée centrale massive qui combine le bois, le verre et le métal ; cette entrée conduit à un vaste hall où se trouvent les bureaux. Le sous-sol est consacré à l'entreposage tandis que les deux étages abritent de luxueux appartements pour les gestionnaires de la banque.
On ne sait presque rien de l'auteur du projet. Un article de journal indique que le projet aurait été conçu dans les bureaux de l'architecte Živković de Belgrade. Les journalistes mentionnent encore l'ingénieur Dragan Popović dont la signature figure sur les plans de la banque avec celle de l'architecte Petković.